# 폴란드 노동자당
폴란드 노동자당(폴란드어: Polska Partia Robotnicza, PPR)은 1942년에 설립된 공산당으로, 제2차 세계 대전에서 폴란드 국민해방위원회를 구성하고, 소련과의 긴밀한 동맹을 통해 나치 독일로부터 폴란드 해방을 쟁취한 당파이며, 폴란드 임시정부, 국민통일임시정부, 폴란드 인민공화국의 집권당이다. 1948년 폴란드 사회당을 통합하고 폴란드 통일노동자당으로 확대 개편하였다.